# 德累斯頓鎮區 (堪薩斯州金曼縣)
德累斯頓鎮區（英語：Dresden Township）為美國堪薩斯州金曼縣轄下的鎮區。2010年美国人口普查中此鎮區人口有309人。

## 地理
德累斯頓鎮區涵蓋總面積為93.6平方（36.13平方英里），其中陸地面積為93.4平方（36.05平方英里），水域面積為0.21平方（0.08平方英里）或0.22%。海拔高度535（1,755英尺）。

## 人口統計
根據2010年美國人口普查，德累斯頓鎮區人口有309人，其中男性有159人，女性有150人，人口密度為每平方公里3.30人，住房計179戶。鎮區內的白人有304人，非裔美國人有0人，美洲原住民有1人，亞裔美國人有0人，太平洋島裔美國人有0人，其他種族有2人，混血種族則有2人。此外鎮區內有2人為西班牙裔或拉丁裔美國人。此鎮區之年齡中位數為48.5歲，而男性年齡中位數為44.3歲，女性年齡中位數為50.8歲。

## 交通

### 主要公路
- 400號美國國道